# Panthea suffusa
Panthea suffusa är en fjärilsart som beskrevs av Mcdunnough 1942. Panthea suffusa ingår i släktet Panthea och familjen Pantheidae. Inga underarter finns listade i Catalogue of Life.